# Дибра, Фуат
Фуат-бей Дибра (алб. Fuat bej Dibra; 1886—1944) — албанский политик и националист, представлявший Албанию на Парижской мирной конференции 1919 года. Он был членом Высшего регентского совета в годы Второй мировой войны.

## Биография

### Ранние годы
Фуат Дибра родился в Дибере (современный Дебар) в богатой землевладельческой семье Исмаила-паши.
Дибра учился в платной школе в Салониках. Обладая большими финансовыми средствами, он в значительной степени оплатил расходы албанской делегации на Парижской мирной конференции в 1919 году, на которую он также поехал вместе с дипломатом Пандели Эвангьели. Дибра, предположительно, владел несколькими ресторанами в Париже. Он оказал большую помощь албанской делегации на мирной конференции 1919—1920 годов, но был введён в заблуждение, полагая, что их усилия помогут защитить Албанию от агрессии её балканских соседей.

### Политическая деятельность
В 1920-е годы Дибра находился в политической оппозиции Ахмету Зогу. Он занимал пост министра национальной экономики в правительстве Мустафы Мерлики-Круи. В ноябре 1942 года Дибра вошёл в число основателей «Бали Комбетар». 25 октября 1943 года немецкие оккупационные власти, с которыми он поддерживал хорошие отношения, убедили его стать членом Высшего регентского совета (алб. Këshilli i Lartë i Regjencës), чтобы представлять мусульманскую общину. Однако из-за плохого состояния здоровья Дибра не мог выполнять какие-либо значимые функции. Примерно в марте 1943 года его отправили на лечение в Давос. Фуат Дибра умер в Тиране в феврале 1944 года.

## Личная жизнь
Фуат Дибра приходился дальним родственником Неджмие Ходже, супруге Энвера Ходжи. Их семьи относились друг другу неприязненно из-за разности их идеологий. Неджмие Ходжа утверждала что Дибра был очень богат и владел поместьями в Стамбуле, Швейцарии и Франции, безрассудно растратив своё состояние в Париже.